# Pawlo Tymoschtschenko
Pawlo Jurijowytsch Tymoschtschenko (ukrainisch Павло Юрійович Тимощенко; * 13. Oktober 1986 in Kiew, Ukrainische SSR) ist ein ukrainischer Pentathlet.

## Leben
Pawlo Tymoschtschenko nahm erstmals 2008 an Olympischen Spielen teil, er belegte am Ende den siebten Platz. 2012 kam er über einen 23. Platz nicht hinaus. Sein bestes Resultat erzielte er bei den Olympischen Spielen 2016 in Rio de Janeiro, als er die Silbermedaille gewann.
Bei Weltmeisterschaften gewann Tymoschtschenko zunächst mehrere Medaillen in Staffel- und Mannschaftswettbewerben. 2008 wurde er Vizeweltmeister mit der Mannschaft, 2010 in der gemischten Staffel. 2015 wurde er Weltmeister im Einzel vor Alexander Lessun. Bei Europameisterschaften gelang ihm 2013 der Titelgewinn in der gemischten Staffel.
Tymoschtschenko ist von Beruf Polizist.